# Демографија Северне Македоније
Демографија Северне Македоније обухвата пописе становништва који су спроведени на простору СР Македоније за време СФРЈ односно Републике Македоније после проглашења независности и Северне Македоније.

### Попис становништва1948. године
Укупно - 1.152.986
- Македонци - 789.648 (68,5%)
- Албанци - 197.389 (14,5%)
- Срби - 29.721 (2,6%)
- Роми - 19.500 (1,7%)
- Црногорци - 2.348
- Хрвати - 2.090
- Муслимани - 1.560

### Попис становништва1953. године
Укупно - 1.304.514
- Македонци[н. 1] - 860.699 (66%)
- Албанци[н. 2] - 162.524 (12,5%)
- Срби - 35.112 (2,7%)
- Роми - 20.462 (1,6%)
- Хрвати - 2.771
- Црногорци - 2.526
- Муслимани - 1.591

### Попис становништва1961. године
Укупно - 1.406.003
- Македонци - 1.000.854 (71,2%)
- Албанци - 183.108 (13%)
- Срби - 42.728 (3%)
- Роми - 20.606 (1,5%)
- Хрвати - 3.801
- Црногорци - 3.414
- Муслимани - 3.002
- Југословени - 1.260
- Словенци - 1.147

- Етнички састав Македоније по насељима 1961. године

### Попис становништва1971. године
Укупно - 1.647.308
- Македонци - 1.142.375 (69,3%)
- Албанци - 279.871 (17%)
- Срби - 46.465 (2,8%)
- Роми - 24.505 (1,5%)
- Хрвати - 3.882
- Југословени - 3.652
- Црногорци - 3.246
- Муслимани - 1.248

- Етнички састав Македоније по насељима 1971. године

### Попис становништва1981. године
Укупно - 1.912.257
- Македонци - 1.281.195 (67%)
- Албанци - 377.726 (19,8%)
- Срби - 44.613 (2,3%)
- Роми - 43.223 (2,3%)
- Муслимани - 39.555 (2,2%)
- Југословени - 14.240
- Црногорци - 3.940
- Хрвати - 3.349

- Етнички састав Македоније по насељима 1981. године

### Попис становништва1991. године
- Етнички састав Македоније по насељима 1991. године
- Етнички састав Македоније по насељима 1991. године

### Попис становништва1994. године
- Етнички састав Македоније по насељима 1994. године

### Попис становништва2002. године
Укупно - 2.040.929
- Македонци - 1.297.981 (64,18%)
- Албанци - 509.083 (25,17%)
- Турци - 77.959 (3,85%)
- Роми - 53.879 (2,66%)
- Срби - 35.939 (1,78%)
- Бошњаци - 17.018 (0,84%)
- Власи - 9.596 (0,48%)

- Етнички састав Македоније по насељима 2002. године
- Језички састав Македоније по насељима 2002. године
- Верски састав Македоније по насељима 2002. године
- Етнички састав Македоније по општинама 2002. (тер. орг. из 2004)
- Етнички састав Македоније по општинама 2002. (тер. орг. из 2004)

### Попис становништва2021. године[1]
Укупно - 1.836.713
- Македонци - 1.073.299 (58,44%)
- Албанци - 446.245 (24,30%)
- Турци - 70.961 (3,86%)
- Роми - 46.433 (2,53%)
- Срби - 23.847 (1,30%)
- Бошњаци - 16.042 (0,87%)
- Власи - 8.714 (0,47%)